# Gulebleikjene
Gulebleikjene est une île norvégienne dans le comté de Hordaland. Elle appartient administrativement à Fitjar.

## Géographie
Rocheuse et désertique, à fleur d'eau, elle s'étend sur environ 47 m de longueur pour une largeur approximative de 36 m. 